# Laila Ali Abdulla

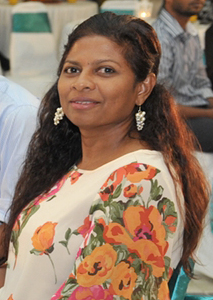
Laila Ali Abdulla (2011)

Laila Ali Abdulla (Dhivehi ލައިލާ އަލީ އަބްދުالله; geb. 13. August 19??) ist eine Aktivistin in den Malediven, die bekannt wurde als First Lady der Malediven (11. November 2008–7. Februar 2012). Sie ist die Frau des vierten Präsidenten der Zweiten Republik der Malediven, Mohamed Nasheed.

## Aktivismus
Abdullas Ehemann, Mohammed Nasheed, war der erste demokratisch gewählte Präsident der Malediven (2008–2012). Im Jahr 2014 wurde Nasheed aufgrund falscher Anschuldigungen des Terrorismus für schuldig befunden und zu 13 Jahren Gefängnis verurteilt. Ali Abdulla arbeitete mit Nasheeds Rechtsanwältin Amal Clooney zusammen um seine Verurteilung aufzuheben.
Am 24. März 2015 gab Ali Abdulla eine Pressekonferenz, in der sie den indischen Premierminister Narendra Modi aufforderte, im Fall ihres Mannes einzugreifen, damit er aus dem Gefängnis entlassen werden kann. In einem Telefoninterview mit den Medien sagte sie: „Ich weiß nicht, was Premierminister Modi dazu braucht, aber ich wünsche mir, dass Indien dazu beiträgt, dass mein Mann bedingungslos freigelassen wird und die repräsentative Demokratie wiederhergestellt wird. Wie Indien dies macht, die Entscheidung dazu liegt beim Premierminister.“
Am 30. Juni 2015 forderte Abdulla in einem Press Club Newsmaker die Freilassung ihres Mannes und erklärte, dass er sich während seiner gesamten Haft in Einzelhaft befinde.
Im Januar 2016 erhielt Nasheed durch einen international vermittelten Deal die Erlaubnis die Malediven zu verlassen. Am 23. Januar 2016 begleitete Ali Abdulla ihren Mann und seine Anwältin Amal Clooney zu einem Treffen mit dem britischen Premierminister David Cameron, um den Fall zu besprechen.

## Familie
Mit Mohammed Nasheed hat Ali Adulla zwei Töchter, Meera Laila Nasheed und Zaaya Laila Nasheed.